# Iwan Musulbas
Iwan Andriejewicz Musulbas (ros. Иван Андреевич Мусульбас, ur. 1895 w Maniewiczach, zm. 10 marca 1937) – radziecki działacz partyjny narodowości ukraińskiej.

## Życiorys
W 1917 został powołany do rosyjskiej armii, uczył się w szkole podoficerskiej w Kijowie, 1918-1919 był członkiem Ukraińskiej Partii Komunistycznej (borotbistów), od 1919 należał do RKP(b). W 1919 był członkiem Wołyńskiego Podziemnego Gubernialnego Komitetu Rewolucyjnego i kierownikiem wołyńskiego gubernialnego oddziału rolnego, został na krótko aresztowany, 1919-1920 służył w Armii Czerwonej. W 1920 kierował Wydziałem Organizacyjnym Wołyńskiego Gubernialnego Komitetu KP(b)U i Wydziałem ds. Pracy na Wsi Charkowskiego Gubernialnego Komitetu KP(b)U, 1920-1921 był sekretarzem odpowiedzialnym Charkowskiego Gubernialnego Komitetu KP(b)U, a 1921 kierownikiem jego Wydziału Organizacyjnego. W latach 1921–1923 był sekretarzem odpowiedzialnym Wołyńskiego Gubernialnego Komitetu KP(b)U, 1924 sekretarzem odpowiedzialnym Podolskiego Gubernialnego Komitetu KP(b)U, 1924-1925 kierownikiem Wydziału Kulturowego i Organizacyjnego Wszechukraińskiej Rady Związków Zawodowych, a 1925-1927 członkiem Zarządu Ukrsielchozbanku. W latach 1927–1928 był instruktorem odpowiedzialnym KC KP(b)U, jednocześnie od 29 listopada 1927 do 9 kwietnia 1929 zastępcą członka KC KP(b)U, od 1928 do listopada 1929 kierownikiem Wydziału ds. Pracy na Wsi KC KP(b)U, a od 9 kwietnia 1929 do 27 maja 1937 członkiem KC KP(b)U. Od 9 kwietnia 1929 do 5 czerwca 1930 był zastępcą członka Biura Organizacyjnego KC KP(b)U, od 12 listopada 1929 do sierpnia 1930 sekretarzem odpowiedzialnym Komitetu Okręgowego KP(b)U w Odessie, a od 18 marca do 4 września 1932 I zastępcą ludowego komisarza rolnictwa Ukraińskiej SRR. W latach 1932–1934 był II sekretarzem Komitetu Obwodowego KP(b)U w Kijowie, od 1934 do 28 lutego 1936 II sekretarzem Komitetu Obwodowego KP(b)U w Charkowie, potem do października 1936 I sekretarzem Komitetu Miejskiego WKP(b) w Penzie.
16 października 1936 został aresztowany, 9 marca 1937 skazany na śmierć przez Wojskowe Kolegium Sądu Najwyższego ZSRR pod zarzutem działalności kontrrewolucyjnej i dokonywanie aktów terrorystycznych i następnego dnia rozstrzelany. 28 listopada 1956 pośmiertnie zrehabilitowany.